# شهرک میان آباد (امام حسین)
شهرک میان آباد  در شهرستان اسلامشهر در استان تهران واقع شده است.این شهرک در سال ۱۳۸۵ نزدیک به ۲۴ هزار نفر جمعیت داشته و در پایان سال ۱۳۸۶ و ابتدای سال ۱۳۸۷، حدود ۴۵ هزار نفر در این شهرک زندگی می‌کردند و آخرین جمعیت رو به افزایش این منطقه در سال ۹۰ تقریباً ۶۰ هزار نفر بوده است .
.

## مناطق فرهنگی ، تفریحی ، گردشگری
امام زاده غیبی
بوستان استاد شهریار
فرهنگسرای استاد شهریار
بوستان امام حسین(ع)
بوستان شهید قاسم سلیمانی
دریاچه شهید سلیمانی
شهربازی شهید سلیمانی
سالن ورزشی
زمین چمن مصنوعی
باغ زیتون اسلامشهر (در حال ساخت)
رستوران هوایی (در حال ساخت)

## مناطق فرهنگی ، تفریحی
بوستان استاد شهریار
فرهنگسرای استاد شهریار
دریاچه مصنوعی
باغ زیتون اسلامشهر
امام زاده غیبی